# الحرب الامريكية الجزائرية (1785–1795)
كانت الحربُ الجزائريَّةُ الأمريكيَّةُ او حربِ الساحلِ البربريِّ الثانيةِ (بالأمازيغية: ⵉⵎⴻⵏⵖⵉ ⴰⵎⴰⵔⵉⴽⴰⵏⵉⴰⴷⵣⴰⵢⵔⵉ ، بالإنجليزية :The Algerian American War) حالة صراع بين إيالة الجزائر والولايات المتحدة استمرت من عام 1785 إلى عام 1795. بعد أن أصبحت الولايات المتحدة الأمريكية مستقلة عن الإمبراطورية البريطانية نتيجة للحرب الثورية الأمريكية ، أعلنت الجزائر الحرب على الولايات المتحدة بعد أن أدركت أن الشحن التجاري الأمريكي لم يعد تحت حماية البحرية الملكية.
استولى رياس البحر الذين يعملون انطلاقا من الجزائر على 53 سفينة تجارية أمريكية وسفينة شراعية واحدة بالإضافة إلى 180 بحارًا أمريكيًا، تم إطلاق سراح 83 منهم لاحقًا من قبل حكومة الولايات المتحدة . منذ حل البحرية القارية في عام 1783، لم تعد الولايات المتحدة تمتلك بحرية لحماية الشحن الأمريكي، واضطرت إلى طلب السلام مع الجزائر في عام 1795، ووافقت على دفع جزية سنوية قدرها 21.600 دولار. أدت الحرب إلى قيام الكونجرس الأمريكي بإقرار قانون البحرية لعام 1794 ، والذي أنشأ البحرية الأمريكية.

## خلفية
كان رياس البحر يعملون علنًا من موانئ رئيسية مثل الجزائر وتونس، حيث كانوا يبيعون البضائع التي يتم الاستيلاء عليها في الأسواق المحلية. وقد تطورت تكتيكاتهم لتشمل استخدام سفينة واحدة مجهزة بعدد كبير من الرجال، ومتنكرة كسفينة ركاب صغيرة، مما مكنهم من مفاجأة أهدافهم، والاستيلاء على الممتلكات، واستعباد الطاقم والركاب. وفي الأصل، كانت الجزائر تعتمد بشكل كبير على القرصنة كمصدر رئيسي للدخل، لكنها تحولت في القرن الثامن عشر من التركيز العسكري إلى نهج أكثر تجاريًا. وبدلاً من الانخراط في صراعات بحرية مكلفة، كانت القوى الأوروبية مثل بريطانيا وفرنسا تفضل دفع الجزية لتجنب خسائر في السفن والبضائع والأفراد. ومع تراجع القوة الإسبانية في البحر الأبيض المتوسط وتراجع اهتمام إسبانيا بشمال أفريقيا، وصلت العلاقات الخارجية الجزائرية إلى حالة من التوازن بين المصالح البريطانية والفرنسية.
بالنسبة للمستعمرات الأمريكية، كانت الحماية البحرية البريطانية تحميها من هجمات القراصنة. ومع ذلك، بعد إعلان الاستقلال عام 1776، فُقد هذا الأمان. خلال حرب الاستقلال الأمريكية، حظيت السفن الأمريكية بالحماية بموجب معاهدة الصداقة والتجارة لعام 1778 مع فرنسا، مما يُفسر عدم تسجيل أي هجمات على سفنها آنذاك. أدت الثورة الأمريكية إلى تخلي بريطانيا وفرنسا عن نفوذهما الاستعماري وسحب قواتهما العسكرية من الولايات المتحدة التي تشكلت حديثًا. وعندما حصلت الأخيرة على استقلالها عام 1783، أبلغ الدبلوماسيون البريطانيون الجزائريين أن السفن الأميركية لم تعد تحت حمايتهم.
أصبحت السفن التجارية الأمريكية في البحر الأبيض المتوسط هدفًا للقراصنة. ورغم التهديد المستمر، ظل التجار الأمريكيون منخرطين في التجارة مع أسواق البحر الأبيض المتوسط، مصدّرين سلعًا كالتبغ والفراء والنيلي والأخشاب والسكر والدبس، ومستوردين الحرير والملح وزيت الزيتون والمنتجات الصناعية. ظهور الولايات المتحدة كدولة مستقلة دون وجود علاقة دبلوماسية سابقة مع الجزائر أدخل عاملاً جديدًا، سعت الجزائر بسرعة إلى استغلاله. وقد انسجم هذا مع استراتيجيتها الطويلة الأمد تجاه أوروبا والمتمثلة في "فرّق تسد"، كما وفّر لها مصدرًا جديدًا للجزية.
عاملت الحكومة الجزائرية الولايات المتحدة بنفس الطريقة التي تعاملت بها مع القوى الأوروبية — سواء في السلم أو في الحرب. وقد استندت الدبلوماسية الجزائرية إلى مبدأين أساسيين:
1. كانت أي دولة أجنبية تُعتبر عدوة حتى توقّع مع الجزائر معاهدة صداقة وسلام.
2. كان يُعتبر أي اتفاق لا يعترف بالسيادة الجزائرية على البحر الأبيض المتوسط لاغياً ومرفوضاً من قبل الجزائر.

## المعركة
في عام 1785، أعلن الداي محمد بن عثمان باشا الحرب على الولايات المتحدة، واستولى قراصنته على سفينتين أمريكيتين، دوفين وماريا، في المحيط الأطلسي. وقد أثارت شائعةٌ مفادها أن بنجامين فرانكلين، الذي كان في طريقه من فرنسا إلى فيلادلفيا آنذاك، قد وقع في قبضة رياس البحر ، استياءً واسعًا في الولايات المتحدة. لم تتمكن حكومة الاتحاد التي كانت تعاني من صعوبات مالية من تحمل تكاليف إنشاء البحرية أو دفع الجزية اللازمة للحماية. وعلى العكس من ذلك، سارت المفاوضات مع المغرب بسلاسة بعد التوترات الأولية. كان السلطان المغربي سيدي محمد قد استولى على سفينة تجارية أمريكية في عام 1784، لكنه اختار بعد ذلك التجارة السلمية. تمكنت الولايات المتحدة من إبرام معاهدة مع المغرب بنجاح في عام 1786. نتيجةً لذلك، اضطرت الولايات المتحدة إلى الدخول في مفاوضات مباشرة مع الإيالة الجزائرية. وصل المبعوث الأمريكي جون لامب إلى الجزائر في 25 مارس/آذار 1786 للتفاوض على إطلاق سراح السجناء الأمريكيين. طالب داي الجزائر بفدية قدرها 59,496 دولارًا أمريكيًا للإفراج عن الأسرى الأمريكيين الواحد والعشرين. إلا أن المفاوضات فشلت، إذ لم تتمكن الولايات المتحدة، التي كانت تعاني ضائقة مالية، من تحمل تكاليف أسطول بحري أو الجزية اللازمة للحماية. عاد لامب إلى وطنه خالي الوفاض. مثّل هذا أول تفاعل سياسي مباشر بين الولايات المتحدة المستقلة والجزائر. كان توماس جيفرسون، السفير الأمريكي في فرنسا آنذاك، يميل إلى فكرة مواجهة الجزائر بالقوة. وكتب في سيرته الذاتية: "كنت رافضًا تمامًا أن نستسلم للإذلال الأوروبي المتمثل في دفع الجزية لهؤلاء القراصنة الخارجين عن القانون، وسعيت إلى تشكيل تحالف من القوى المعرضة للانتهاكات المعتادة منهم."
تم تقديم اقتراح لتشكيل تحالف من السفن الحربية البحرية من الدول المتحاربة مع دول شمال إفريقية، واستهداف السفن الجزائرية على وجه التحديد وفرض حصار بحري على شمال إفريقيا. مع ذلك، عندما عُرضت الخطة على الدول المعنية، رفضتها فرنسا، بينما أعربت إسبانيا، التي أبرمت مؤخرًا معاهدة مع الجزائر، عن عدم قدرتها على المشاركة. في المقابل، أيدت البرتغال ومالطا ونابولي والبندقية والدنمارك والسويد المبادرة. ورغم هذا الدعم، فشل المشروع في النهاية عندما رفضه الكونغرس الأمريكي بسبب مخاوف بشأن أعبائه المالية. في غضون ذلك، أدى غياب معاهدة بين الولايات المتحدة و الجزائر إلى تزايد الهجمات على السفن الأمريكية. خلال إدارة جورج واشنطن، تراجعت أهمية الشؤون الخارجية أمام حروب الثورة الفرنسية المتصاعدة، التي عطّلت التجارة الأمريكية في أوروبا. ونتيجةً لذلك، ظلت العلاقات مع الجزائر دون حل. ولم تُجدد الولايات المتحدة جهودها الدبلوماسية إلا في فبراير/شباط 1792، أي بعد سبع سنوات من أسر البحارة الأمريكيين.
أُرسل توماس باركلي، الذي نجح في التفاوض مع المغرب عام 1786، إلى الجزائر مُخوّلاً بتقديم مبلغ يصل إلى 100 ألف دولار أمريكي للسلام، بالإضافة إلى جزية سنوية قدرها 13500 دولار أمريكي، ودفع فدية قدرها 27 ألف دولار أمريكي. إلا أن المشهد السياسي قد تغير؛ إذ توفي الداي محمد في منتصف عام 1791، وواصل خليفته، الداي حسن باشا، سياسة طلب الجزية من القوى الأوروبية. وإذ أدرك أن الولايات المتحدة تفتقر إلى القوة والعزيمة لتحدي القراصنة الجزائريين، لم ير مبرراً كافياً للتفاوض. ونتيجةً لذلك، انتهت مهمة باركلي بالفشل.
في عام 1793، تركت الهدنة البرتغالية الجزائرية السفن الأمريكية عرضة للخطر. كان البحارة الجزائريون أحرارًا في التجول في المحيط الأطلسي وتم الاستيلاء على 11 سفينة أمريكية، بينما تم استعباد 100 بحار أمريكي. وبحسب المؤرخ الأمريكي جون بابتيست وولف، فإن داي الجزائر اعتبر الفدية البالغة 80 ألف دولار التي عرضت عليه لتحرير البحارة الأسرى غير كافية، رغم أنه ظل معجباً بالرئيس الأمريكي جورج واشنطن. في عام 1794، أقرّ الكونغرس قانون البحرية، الذي يجيز إنشاء أسطول بحري دفاعي. قرر الكونجرس إنشاء "قوة بحرية كافية لحماية الولايات المتحدة ضد القراصنة الجزائريين". إلا أن التشريع تضمن بندًا يقضي بتعليق البرنامج في حال التوصل إلى معاهدة مع الجزائر.

## العواقب
عندما بدأت الحكومة الأمريكية التفاوض مع الجزائر، طلب الداي مبلغ 2,435,000 دولار ثمناً لعقد السلام وفدية الأسرى. ثم خُفِّض المبلغ إلى 642,500 دولار أمريكي، بالإضافة إلى 21,000 دولار أمريكي من المعدات العسكرية التي تُقدَّم للجزائر سنويًا. وتمَّت المصالحة بين الطرفين، وتعهد الداي بالعمل مع تونس وطرابلس لتوقيع هذه المعاهدة أيضًا، وتحقيق السلام لأمريكا في حوض البحر الأبيض المتوسط بأكمله. في 5 سبتمبر 1795، وقّع المفاوض الأمريكي جوزيف دونالدسون معاهدة سلام مع داي الجزائر، تضمنت 22 بندًا تضمنت دفعةً مقدمةً قدرها 642,500 دولار أمريكي من العملات المعدنية (الفضة) مقابل السلام وهدايا متنوعة لبلاط الداي وعائلته. كما أفرجت معاهدة الجزائر عن 83 بحارًا أمريكيًا من أصل 130 بحارًا.